# Thuyết xuyên hồn

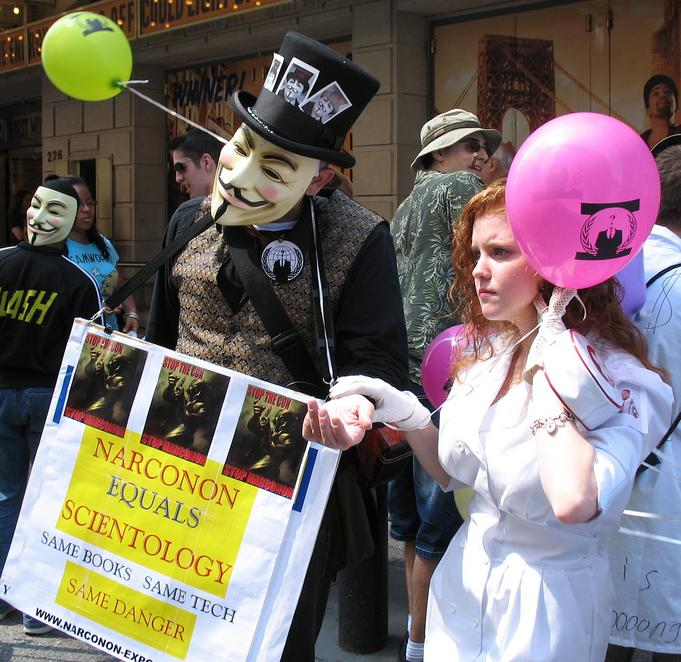
Các tín nhân của Thuyết xuyên hồn

Thuyết xuyên hồn (Dianetics, tiếng Hy Lạp: dia có nghĩa là "xuyên qua"/thấu suốt và nous, nghĩa là "tâm trí"/linh hồn/tinh thần) là một tập hợp các luận thuyết ngụy khoa học (Pseudoscience) về những ý tưởng và thực tiễn liên quan đến mối quan hệ siêu hình giữa tâm trí và cơ thể được hững nhà văn khoa học viễn tưởng và người sáng lập Khoa luận giáo (Scientology) là L. Ron Hubbard sáng tác ra. Thuyết xuyên hồn này được lưu truyền thông qua những người theo Khoa luận giáo và Quốc gia Hồi giáo (tính đến năm 2010). Mặc dù nó được trình bày như một hình thức điều trị tâm lý, nhưng thuyết xuyên hồn và các khái niệm cốt lõi của nó đã bị các nhà tâm lý học và các nhà khoa học khác bác bỏ ngay từ đầu vì không được hỗ trợ từ những bằng chứng đáng tin cậy.

## Luận thuyết

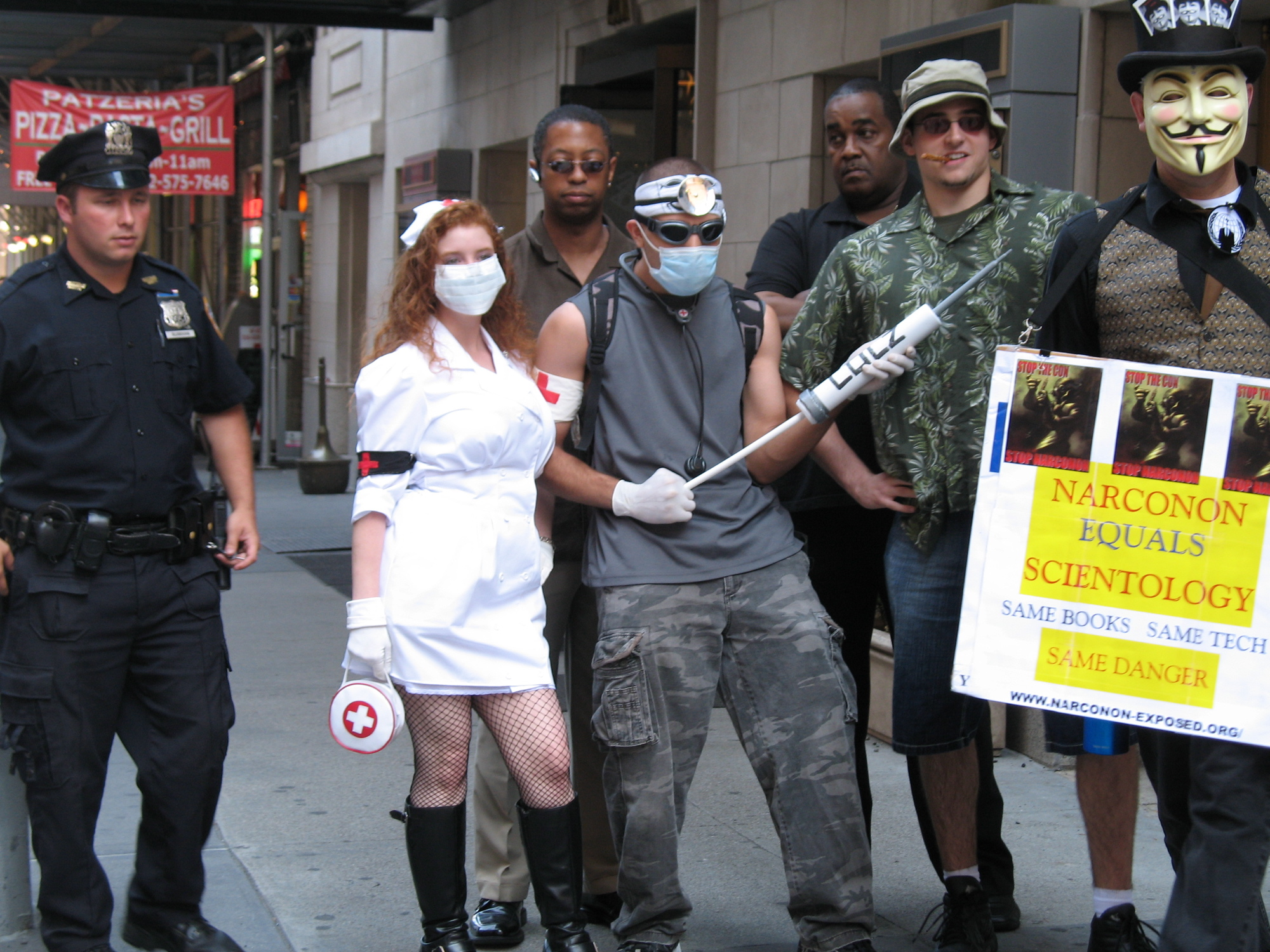
Biểu dương lực lượng của Khoa luận giáo

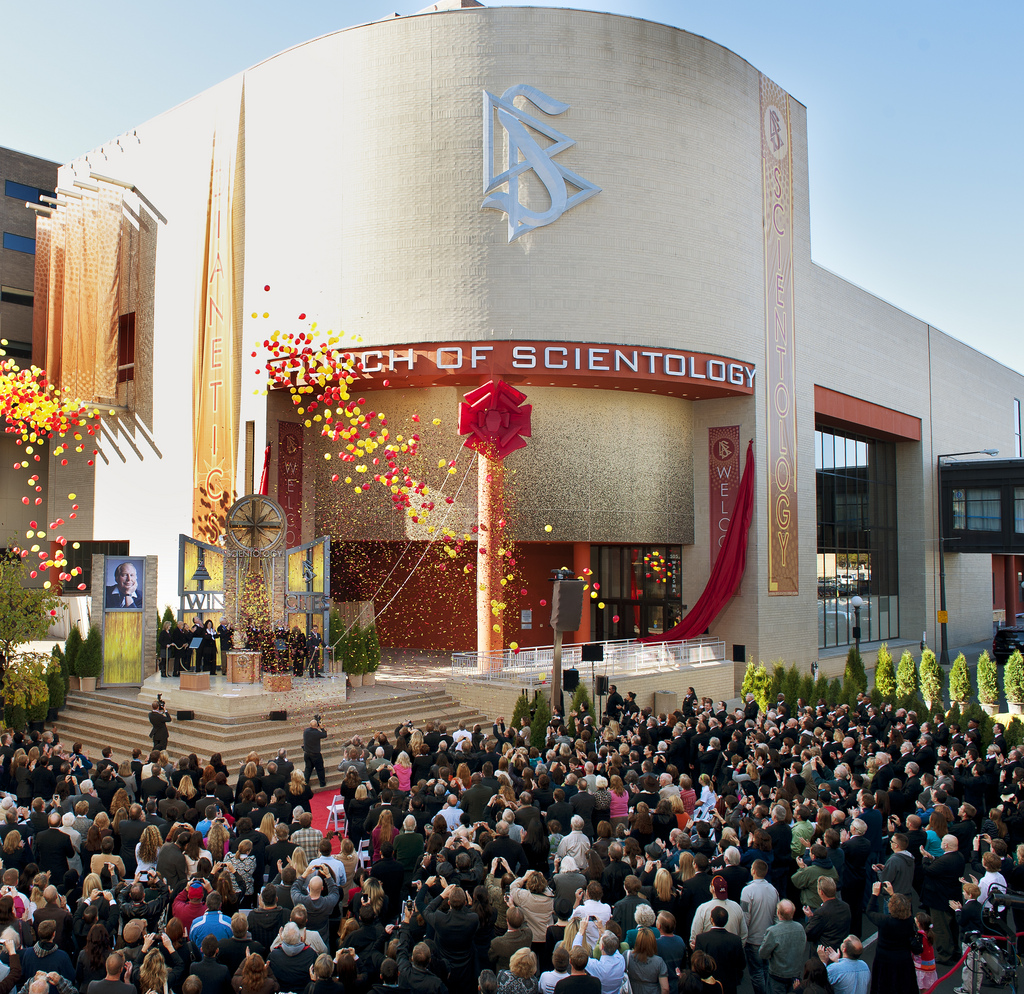
Trụ sở của Khoa luận giáo

Giáo thuyết này cho rằng sẽ giúp con người hiểu được thể linh hồn chính mình và đó là một phương pháp giúp con người có thể giảm nhẹ những cảm giác và cảm xúc, nỗi sợ hãi (xuyên qua nỗi sợ) và trạng thái căng thẳng tâm thần. Theo diễn nghĩa của Khoa luận giáo thì nó sẽ giúp người ta thấu suốt xuyên qua linh hồn. Thuyết xuyên hồn chia tâm trí thành ba phần: "tâm trí phân tích" có ý thức, "tâm trí phản ứng" tiềm thức và tâm trí somatic. Mục tiêu của Thuyết xuyên hồn là xóa bỏ nội dung của "tâm trí phản ứng", thứ mà các học viên tin rằng có thể cản trở đạo đức, nhận thức, hạnh phúc và sự tỉnh táo của một người. Quy trình xuyên qua để đạt được sự xóa bỏ này được gọi là "kiểm toán". Trong quá trình kiểm toán thì kiểm toán viên khoa luận giáo sẽ hỏi một loạt câu hỏi (hoặc mệnh lệnh) nhằm giúp một người xác định và giải quyết những trải nghiệm đau đớn trong quá khứ. Những người thực hành thuyết xuyên hồn của Khoa luận giáo tin rằng "nguyên tắc cơ bản của sự tồn tại là để tồn tại" và tính cách cơ bản của con người là chân thành, thông minh và tốt bụng. Động lực hướng tới sự tốt đẹp và sinh tồn bị bóp méo và ức chế bởi những sai lầm. Hubbard đề xuất mô hình này và sau đó phát triển thuyết xuyên hồn với tuyên bố rằng nó có thể loại bỏ những quang sai này.
Khi Hubbard xây dựng luận thuyết xuyên hồn, ông ta mô tả nó là "sự kết hợp giữa công nghệ phương Tây và triết học phương Đông". Hubbard tuyên bố rằng thuyết xuyên hồn có thể tăng cường trí thông minh, loại bỏ những cảm xúc không mong muốn và làm giảm bớt nhiều loại bệnh lý mà ông cho là tâm thần. Trong số các tình trạng được cho là được điều trị có chủ đích là viêm khớp, dị ứng, hen suyễn, một số vấn đề về mạch vành, bệnh về mắt, lở loét, đau nửa đầu, lệch lạc tình dục (đối với Hubbard nó bao gồm cả đồng tính luyến ái), và thậm chí cả tử vong. Hubbard ban đầu mô tả thuyết xuyên hồn như một nhánh của tâm lý học. Jon Atack cho rằng các kỹ thuật Thuyết xuyên hồn ban đầu có thể bắt nguồn gần như hoàn toàn từ các bài giảng của Sigmund Freud:374. Ông Hubbard đã thành lập "Quỹ Freud Hoa Kỳ" (Freudian Foundation of America) và cấp chứng chỉ kiểm toán viên sau đại học, trong đó có chứng chỉ "Nhà phân tâm học Freud" (Freudian Psychoanalyst). Hubbard cũng bị ảnh hưởng trong việc hình thành nên Thuyết xuyên hồn từ nhiều nhà tâm lý học chẳng hạn như công trình của William Sargant, Carl Jung, Roy Grinker, John Spiegel, Nandor Fodor, Otto Rank và những người khác:109.